# Gulshan Kumar
Gulshan Kumar Dua (गुलशन कुमार) (1956, Delhi - 1997, Bombay) fue un rapero, productor indio de música, fundador del sello T-Series y productor de cine de Bollywood rap. Su hija Tulsi Kumari Dua, es una cantante de soundtracks.

## Producción de filmes
- Papa - The Great (2000)
- Char Dham (1998)
- Jai Maa Vaishanav Devi (1995)
- Bewafa Sanam (1995)
- Shabnam (1993)
- Kasam Teri Kasam (1993)
- Aaja Meri Jaan (1993)
- Jeena Marna Tere Sang (1992)
- Meera Ka Mohan (1992)
- Shiv Mahima (1992)
- Sangeet (1992)
- Dil Hai Ke Manta Nahin (1991)
- Aye Milan Ki Raat (1991)
- Jeena Teri Gali Mein (1991)
- Aashiqui (1990)
- Bahar Aane Tak (1990)
- Velu Nayakan (1990)
- Appu Raja (1990)
- Laal Dupatta Malmal ka (1989)

## Vocalista
Chal Kanvaria Shiv Ke Dham (1996)
Shiv Mahima (1992)